# Суетин, Паригорий Евстафьевич
Паригорий Евстафьевич Суетин (26 февраля 1927 года, c. Краснояр, Свердловская область — 11 августа 2003 года, Екатеринбург) — советский учёный, физик.
Доктор физико-математических наук (1971), профессор (1972). С 1976 по 1993 год ректор Уральского государственного университета имени А. М. Горького.

## Биография
Родился в крестьянской семье.
В 1944 году поступил в Уральский политехнический институт, в 1950 году был направлен на преддипломную практику в Институт атомной энергии имени И. В. Курчатова, в 1951 году успешно защитил дипломную работу по теме — центробежный метод разделения изотопов. Поступает на аспирантуру в Институт атомной энергии им. И. В. Курчатова, в 1956 году защищает диссертацию и получает степень кандидата технических наук.
В 1956 приступает к педагогической деятельности в Уральском политехническом институте, параллельно занимаясь наукой. В 1971 году защищает диссертацию на соискание учёной степени доктора физико-математических наук, а через год становится профессором кафедры молекулярной физики.
В 1976 году назначается ректором Уральского государственного университета и занимает должность до 1993 года. За это время он внёс большой вклад в развитие вуза.
Обладал скромным характером, придерживался принципов разумной достаточности и нестяжательства, практически все свои сбережения жертвовал на строительство храмов, памятников, на содержание детских приютов и домов престарелых.
Скончался 11 августа 2003 года в Екатеринбурге. Похоронен на почётной секции Широкореченского кладбища.

## Награды
- Два ордена Трудового Красного Знамени (1976, 1981)[2].
- Заслуженный деятель науки РСФСР (1987)[3].

## Работы
- Суетин, Паригорий Евстафьевич. Механика жидкости : Учеб. пособие. — Свердловск: УрГУ, 1983. — С. 83 с. : ил.; 20.[4]
- Турбулентность. Пограничный слой : Учеб. пособие / П. Е. Суетин. - Свердловск : УрГУ, 1984. - 68 с.
- Механика сплошных сред : учеб. пос. для студ. ... по напр. ... бакалавров "Физика" / В. Г. Черняк, П. Е. Суетин. - Москва : Физматлит, 2006. - 352 с. : ил., табл.; 22 см.; ISBN 5-9221-0714-3